# Steffi Neu

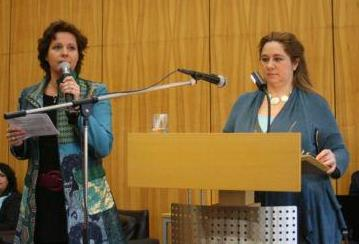
Steffi Neu (links) mit der Schriftstellerin Hanna Caspian

Steffi Neu (* 3. Januar 1971 in Kleve) ist eine deutsche Radio-Moderatorin.

## Leben
Von 1990 bis 1994 studierte Neu an der Rheinischen Friedrich-Wilhelms-Universität Bonn Politik, Psychologie und Staatsrecht. Seit ihrem 16. Lebensjahr interessiert sie sich für den Journalismus und trug dem durch zahlreiche Praktika und Nebentätigkeiten neben Schule und Studium Rechnung. 1996 wurde sie Redakteurin bei dem WDR-Programm Eins Live. Im Jahr 2000 wechselte sie zu WDR 2, wo sie regelmäßig die Sendungen Westzeit und WDR 2 am Samstag moderierte. Im Jahr 2008 präsentierte sie im WDR Fernsehen im Wechsel mit Lars Tottmann die Reportagesendung A40. Bereits Ende der 90er Jahre hatte sie dort im Wechsel mit anderen Moderatoren die Sendung 1Live TV moderiert.
Von 2015 bis 2016 war sie Moderatorin des WDR-2-Morgenmagazins von 5 bis 10 Uhr. Nach Einführung der neuen WDR-2-Morgensendung im Juli 2016 wechselte sie wieder in die Vormittagsstrecke von 9 bis 13 Uhr zurück. Hier moderiert sie jede dritte Woche im Wechsel mit Johannes Simon und Katharina Te Uhle.
Am 6. Oktober 2016 gewann sie zusammen mit Vera Laudahn den Deutschen Radiopreis 2016 für ein Interview mit Thomas Gottschalk.
Im Sommer 2017 startete Steffi Neu außerdem bei WDR2 ihre eigene Samstags-Sendung „Steffi-Neu-Show“. Seit 2018 tritt sie mit ihrer eigenen Abendshow „Steffis Kneipenquiz“ und ihrer Band „Pocket Party“ in Kneipen der Region auf.
Im Frühjahr 2018 brachte Steffi Neu ihr zweites Buch im Mercator-Verlag heraus, nach „Kindheit am Niederrhein“ nun „Neu-lich am Niederrhein“. Im März 2023 ist ihr drittes Buch „Meine Mutmacher“ erschienen, basierend auf dem Podcast „Steffis Mutmacher“.
Seit 2015 ist Neu Botschafterin für die niederrheinische Afrikahilfe „Aktion Pro Humanität“, die sich besonders im westafrikanischen Benin mit einem eigenen Krankenhaus engagiert.
Steffi Neu ist seit 2022 Ehrenvorsitzende der Karnevalsgesellschaft Queekespiere, deren Vorsitzende sie zuvor war.
Sie ist verheiratet und hat zwei Kinder. Die Familie lebt auf einem Bauernhof in Uedem am Niederrhein.

## Veröffentlichungen
- Meine Mutmacher: Wahre Geschichten übers Straucheln und wieder Halt finden. Kösel-Verlag, München 2023, ISBN 978-3-466-37298-0.